# بني زيد (المفتاح)

تعديل مصدري - تعديل

بني زيد هي إحدى قرى عزلة الجبر الاسفل بمديرية المفتاح التابعة لمحافظة حجة، بلغ تعداد سكانها 1002 نسمة حسب تعداد اليمن لعام 2004.